# Dennis Rowland
Dennis Rowland (* 21. Oktober 1948 in Detroit) ist ein amerikanischer Schauspieler und Jazzsänger, der mit seiner swingenden Baritonstimme zunächst im Count Basie Orchestra wirkte, bevor er seine Solokarriere verfolgte.

## Leben und Wirken
Rowland hörte im Alter von 6 Jahren häufig den Titel Every Day von Joe Williams mit Count Basie, die ihn sehr beeindruckte. Mitte der 1970er Jahre arbeitete er in Detroit einige Jahre lang sowohl als Schauspieler als auch als Sänger. Von 1977 bis zum Tod Basies 1984 gehörte Rowland als Sänger zum Count Basie Orchestra, mit dem er weltweit auf Tournee war und auch mit Sarah Vaughan, Ella Fitzgerald und Tony Bennett auftrat. Unter anderem ist er auf dem mit einem Grammy ausgezeichneten Album On the Road der Basie Band zu hören. Dann arbeitete er als Schauspieler auf der Bühne. 1987 ließ er sich in Phoenix nieder. Ray Anthony holte ihn für das Album Swing Back to the 40s (1991).
1995 erhielt Rowland einen Plattenvertrag bei Concord Records. Bei diesem Label veröffentlichte er zunächst Rhyme, Rhythm & Reason, dann zwei weitere Alben unter eigenem Namen; das Album Get Here (1996) ergänzt sein klassisches Repertoire von Swing- und Bluestiteln sowie Klassikern des Great American Songbook um funkorientierte Songs. Sein Album Now Dig This (1997) gilt als beeindruckende Hommage an Miles Davis.
Rowland stand unter anderem mit Mickey Roker, Freddie Green, John Patitucci und Eddie Harris auf der Bühne. Weiteren Aufnahmen sind auf dem Soundtrack-Album Blonde für das Label Playboy Jazz (2001) enthalten, aber auch auf Sample This (1997) von Joe Sample und We Do It Diff’rent (2002) von Frank Foster mit der Loud Minority Band. Als Solist trat er außer in den USA, wo er auch mit dem Lincoln Center Jazz Orchestra konzertierte, in Deutschland (etwa als Headliner bei den Dresdner Jazztagen 2010), Russland, Großbritannien, Spanien, Portugal, Skandinavien, der Tschechischen Republik und Kroatien auf.
Rowland spielte daneben weiterhin Theater, etwa in Produktionen der Arizona Theatre Company und in Inszenierungen des Phoenix Theatre. In dem Kurzspielfilm Real Gone Cat (2006) von Robert Sucato hatte er eine der Hauptrollen. 2007 wurde er für seine Beiträge zur darstellenden Kunst in die Hall of Fame des Herberger Theater Center aufgenommen. Er ist mit der Produzentin Sydney Blaine verheiratet.
2012 erlitt Rowland einen schweren Schlaganfall mit einer Gehirnblutung, der seine Fähigkeit zu singen und zu arbeiten, stark beeinträchtigte. Dank einer erfolgreichen Therapie kann er wieder auftreten.